# Campo di concentramento di Kauen

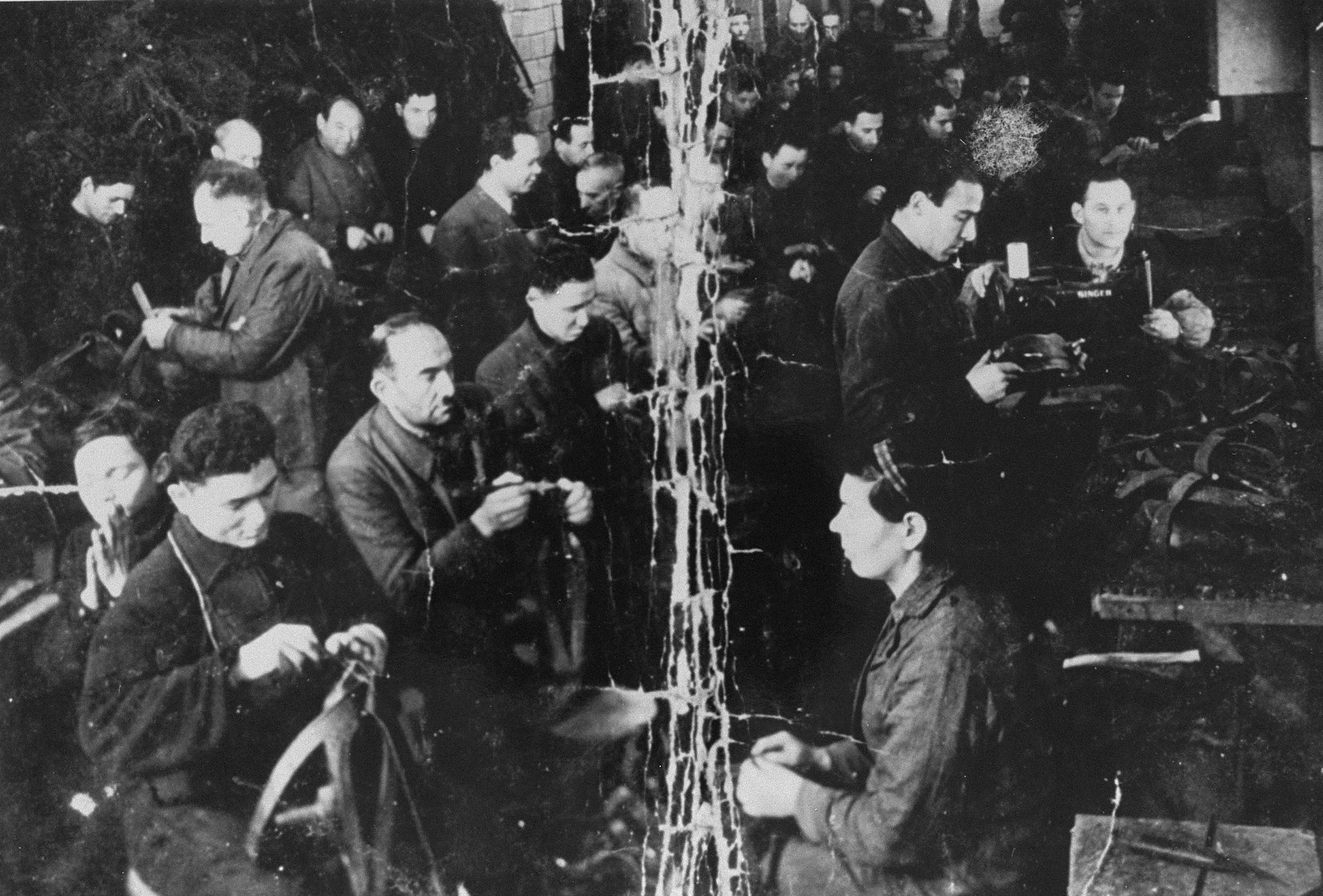
Ghetto di Kauen – Ebrei nel laboratorio di selleria (fotografo: George Kadish, nato Zvi Kadushin, sopravvissuto al campo di concentramento di Kauen, 1943)

Il campo di concentramento di Kauen nacque dal ghetto di Kauen, nome storico tedesco della città lituana di Kaunas (in jiddisch Kovno, in russo Ковно Kowno).
Dopo che la Wehrmacht occupò la Lituania nel 1941, i nazisti istituirono dall'estate stessa il ghetto di Kauen, in seguito a una prima serie di omicidi per il reinsediamento forzato dei 30.000 ebrei sopravvissuti. Le SS trasformarono il ghetto in campo di concentramento nell'agosto 1943, inizialmente con 17.000 ebrei residenti. L'espansione lo portò a controllare 17 campi satellite.
L'8 luglio 1944 il campo di concentramento fu liquidato prima dell'avvicinarsi dell'Armata Rossa, all'arrivo il 1º agosto trovò solo 90 ebrei sopravvissuti.

## Occupazione di Kauen e pogrom

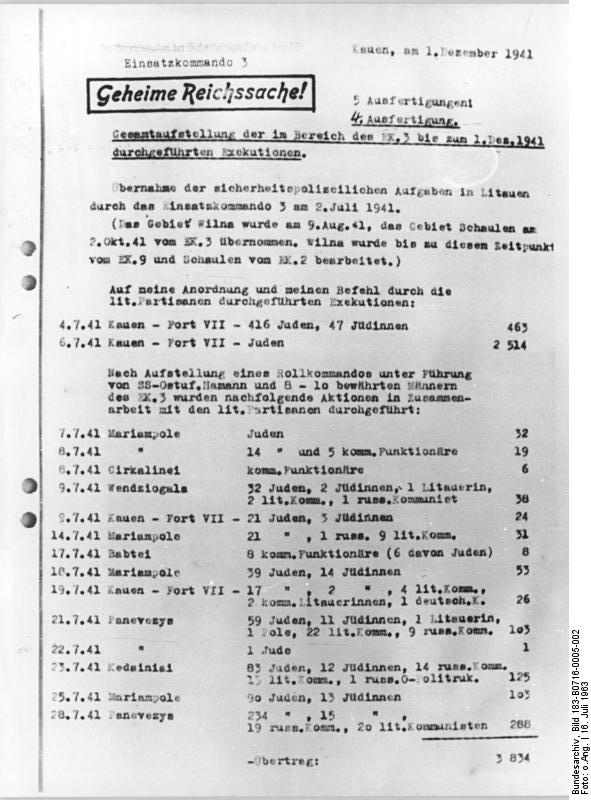
Rapporto Jäger:"Elenco completo delle […] esecuzioni effettuate fino al 1º dicembre 1941."

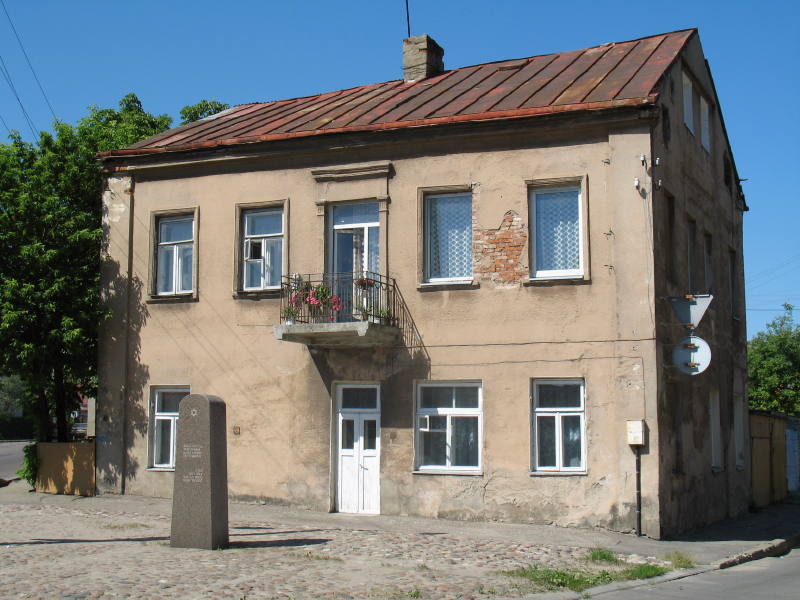
Lapide commemorativa del ghetto di Kaunas sul sito dell'ex ingresso sud del ghetto, presso A. Kriščiukaičio gatvė, incrocio Linkuvos gatvė a Kaunas (foto 2007).

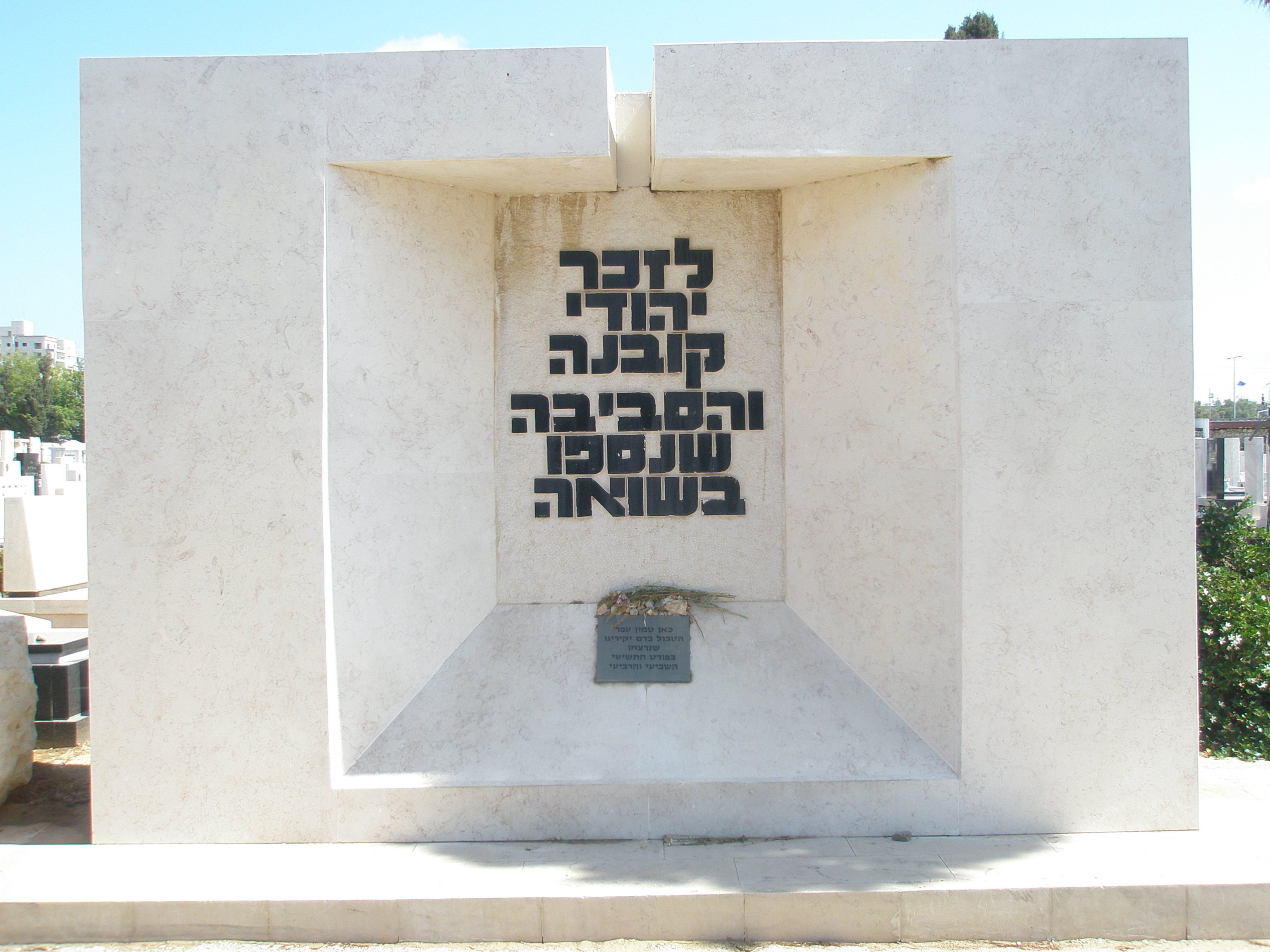
Lapide commemorativa per il ghetto eretto a Holon, in Israele

Dal 1918 al 1939, nel periodo tra le due guerre, Kauen fu la capitale provvisoria della Lituania, poiché l'area circostante con capitale Vilnius apparteneva alla Seconda Repubblica di Polonia. Dal 24 giugno 1941 al 1944, la Wehrmacht occupò Kauen; fu gestita come unità amministrativa appartenente al Reichskommissariat Ostland. Il Reichskommissar, con sede prima a Kauen e in seguito a Riga, fu il Gauleiter Hinrich Lohse.
Già nel giugno 1941 ci furono dei pogrom sostenuti dalle autorità tedesche, in cui migliaia di ebrei furono uccisi in strada e successivamente fucilati nella vecchia fortezza: ciò fu possibile in gran parte grazie ai volontari del Fronte attivista lituano guidato da SD e Einsatzkommando 3. Si stima che a luglio fossero già state assassinate circa 10.000 persone, in gran parte ebrei.
Secondo il rapporto Jäger (prende il nome da Karl Jäger comandante della polizia di sicurezza e dell'SD che stilò un meticoloso elenco di tutti gli ebrei, comunisti e commissari politici assassinati in Lituania e Bielorussia tra luglio e novembre 1941) furono assassinate 15.000 persone nel solo ghetto:
(Karl Jäger: “Elenco generale delle esecuzioni effettuate nell'area di EK.3 fino al 1º dicembre 1941.” dal 1º dicembre 1941)

## Il ghetto di Kauen
Dalla metà del 1941, il commissariato cittadino di Kauen fu sotto la direzione del leader delle SA Hans Cramer, l'ex sindaco di Dachau. Insieme all'ufficio controllato da Jäger, controllò e sfruttò il ghetto.
Entro il 15 agosto 1941, i 30.000 ebrei di Kauen sopravvissuti alla prima ondata di omicidi dovettero trasferirsi nel ghetto sorto nel distretto di Vilijampolė (in yiddish Slobodka): fu diviso nel "piccolo" e nel "grande" ghetto, collegati solo da uno stretto ponte di legno pedonale, circondato da un recinto di filo spinato e controllato dalle guardie lituane mentre i cancelli furono sorvegliati dalla polizia tedesca.
Solo inizialmente gli "ebrei lavoratori" furono lasciati con i loro parenti per aumentare la loro "disponibilità al lavoro". In diverse "azioni" fino alla fine di ottobre 1941, circa 13.000 residenti del ghetto furono selezionati e fucilati nel Nono Forte, soprattutto quelli che non poterono essere utilizzati per i lavori forzati. Durante la più grande operazione di omicidio del 29 e 30 ottobre, con 9.000 vittime, i residenti del ghetto dovettero passare davanti a uno dei subordinati di Karl Jäger: questa selezione decise a chi fosse permesso vivere e chi dovesse essere assassinato:"Quelli in grado di lavorare a sinistra e gli altri a destra".
Numerose furono le deportazioni nel ghetto, principalmente dall'Austria. Molti residenti furono adulti costretti ai lavori forzati, di solito in installazioni militari fuori dal ghetto. Invece del pagamento in denaro, ricevettero delle razioni di cibo, che però non poterono garantire la loro sopravvivenza, fatto che li costrinse a vendere i loro averi rimanenti e ad assumersi il rischio del contrabbando di cibo.
Nel febbraio 1942, agli abitanti del ghetto fu chiesto di consegnare tutto il materiale scritto e stampato, compresi i libri, i giornali, le riviste e i manoscritti. Nell'agosto dello stesso anno le sinagoghe furono chiuse e furono vietati i servizi pubblici; le scuole, ad eccezione degli istituti professionali, furono chiuse e furono drasticamente aumentate le misure volte a impedire il possesso di denaro contante e l'introduzione di cibo nel ghetto. Centinaia di residenti furono ripetutamente deportati a Riga o in altri campi di lavoro in Lituania.
La vita all'interno del ghetto fu organizzata dal Consiglio degli Anziani della comunità ebraica del ghetto di Kauen, guidato da Elkhanan Elkes. Questo organo fu uno dei pochi eletti direttamente dai residenti del ghetto alle dipendenze delle autorità tedesche per ogni necessità. Dopo che le classi scolastiche per bambini furono bandite e le scuole furono chiuse, il Consiglio degli Anziani fornì l'ulteriore istruzione ai pochi bambini e giovani sopravvissuti fino a quel momento nel ghetto, con il pretesto di creare le classi per gli istituti professionali.
Anche nel periodo un po' più “tranquillo” del ghetto, fino alla primavera del 1943, i reclusi non furono risparmiati dalle violenze delle loro guardie, che depredavano, violentavano e saccheggiavano. Alla fine di marzo 1943, circa 16.000 ebrei vivevano ancora nel ghetto.

## Il campo di concentramento di Kauen
Il 21 giugno 1943, il Reichsführer-SS Heinrich Himmler ordinò che il ghetto di Kauen fosse trasformato in un campo di concentramento. Il suo obiettivo fu di dare alle SS il controllo del ghetto e della forza lavoro presente. Entro il 1º agosto, gli ebrei normodotati dovettero essere portati nei campi di concentramento all'interno del Reichskommissariat Ostland e tutti gli altri furono assassinati. A quel tempo, circa 17.000 persone vivevano nel ghetto di Kaunas e altre 20.000 nei ghetti di Wilna (oggi Vilnius) e Schaulen (oggi Šiauliai).
Nell'agosto 1943 le SS trasformarono il "grande" ghetto, cioè la zona nord-orientale, nel campo di concentramento di Kauen (in tedesco KZ Kauen), il "piccolo" ghetto non fu più necessario. Il 15 settembre l'amministrazione del ghetto fu ufficialmente ceduta dall'amministrazione civile tedesca alle SS con a capo l'SS-Obersturmbannfuhrer Wilhelm Göcke, in precedenza a capo dei campi di concentramento di Mauthausen e Varsavia. Dall'autunno del 1943, il ghetto fu sorvegliato da una compagnia delle Waffen-SS composta principalmente da tedeschi del Banato. Nel 1944 le guardie furono composte da 700 uomini.
Nella seconda metà del 1943 furono allestiti otto campi di concentramento satellite per consentire ai detenuti di svolgere i lavori forzati nell'industria bellica e nei campi di torba. Le malattie come il tifo furono comuni in questi campi, causate dalle condizioni di vita anguste, dalla cattiva alimentazione e dall'esaurimento. Anche lì ci furono selezioni, sparatorie arbitrarie, omicidi colposi e violenze fisiche con fruste di cuoio, sbarre d'acciaio, mazze e asce.
Dopo la presentazione di un elenco di 3.000 detenuti per un nuovo campo satellite, alla fine di ottobre 1943, non tutti si presentarono al trasporto come richiesto: circa 2.700 ebrei furono radunati, 2.000 furono deportati in Estonia nei campi di lavoro, in precedenza furono selezionati 758 bambini e anziani, probabilmente assassinati ad Auschwitz. Circa 8.000 persone vivevano ancora nel campo di concentramento di Kauen. Alla fine del 1943, 60 prigionieri dei campi di concentramento dovettero dissotterrare e bruciare i cadaveri sepolti degli omicidi di massa avvenuti al Nono Forte per tre mesi come parte della Sonderaktion 1005. Dopo la loro fuga nel Natale del 1943, riferirono ai prigionieri nel campo di concentramento di Kauen dell'esistenza di circa 15 fosse comuni con circa 45.000 vittime.
Durante la Kinder- und Alten-Aktion (Azione per bambini e anziani) del 27 e 28 marzo 1944, le SS tedesche e gli ucraini dell'esercito di Vlasov trasportarono un totale di 1.000 bambini e 300 anziani, probabilmente ad Auschwitz o Majdanek. Jehoshua Rosenfeld, un membro del servizio di sicurezza ebraico, in seguito testimoniò che la maggior parte delle vittime fu trasportata al campo di sterminio di Lublino-Majdanek il primo giorno mentre il resto al Nono Forte per essere fucilato il secondo giorno.
L'8 luglio 1944 il campo di concentramento di Kauen fu sciolto. Per diversi giorni, i prigionieri del campo di concentramento furono prima portati in nave e in treno al campo di concentramento di Stutthof e poi selezionati. Alcuni furono trasportati ad Auschwitz il 26 luglio, altri a Dachau il 15 luglio, il 29 luglio e il 18 agosto 1944, successivamente nel complesso del campo di concentramento satellite di Kaufering. Anche Elkhanan Elkes morì il 17 ottobre 1944 nel campo di Kaufering I - Landsberg.
Molti ebrei cercarono di sfuggire a questa deportazione nascondendosi nei nascondiglio detti "Malines". Le SS setacciarono il campo di concentramento cercandoli, lo distrussero e lo incendiarono: morirono circa 2.000 persone, molte bruciate. Quando l'Armata Rossa arrivò a Kaunas il 1º agosto, trovò solo 90 ebrei vivi tra le macerie dell'ex ghetto e campo di concentramento.

### Campi satellite

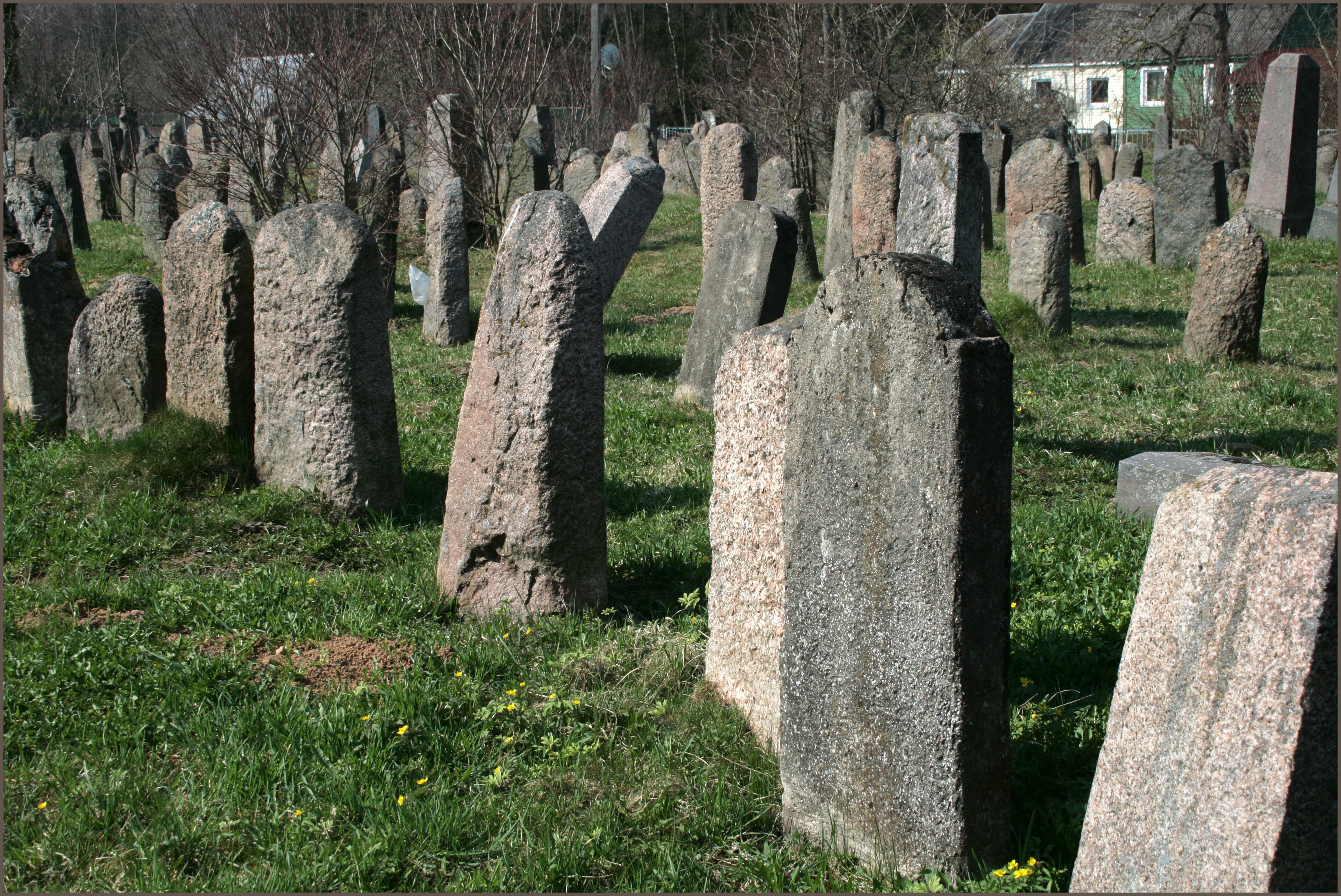
Cimitero ebraico Kedahnen (foto 2011).

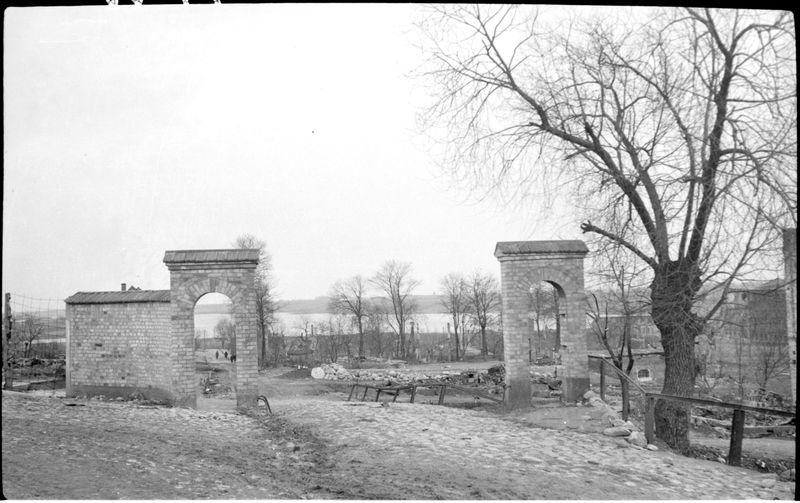
Schaulen Ghetto – Porte rimanenti del ghetto distrutto (Foto: Stasys Iwanauskas, 1944).

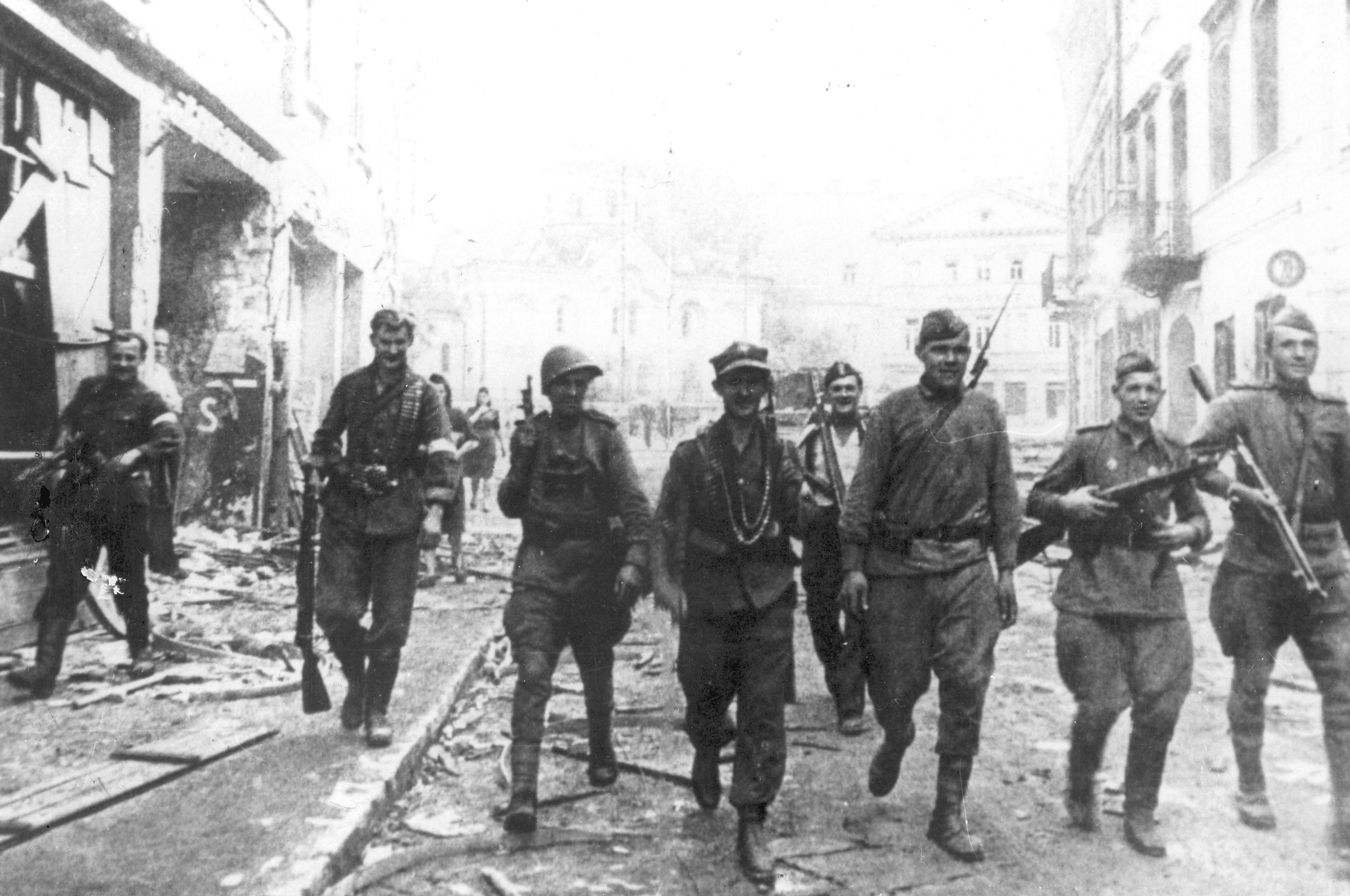
Vilnius dopo la liberazione da parte dell'Armata Rossa nel 1944.

Dal 1943 le SS costruirono 17 nuovi campi satellite alle dipendenze del campo di Kauen. Con l'avanzata dell'Armata Rossa, i primi campi satellite di Kauen furono chiusi nel luglio 1944.
- Kauen-Alexoten[3]: aperto dal 30 novembre 1943 fino allo sgombero del 12 luglio 1944. I prigionieri maschi furono impiegati presso la F. Schichau GmbH, Elbing, per lavorare nelle officine di riparazione della difesa antiaerea;
- Kauen-Schanzen[12]: aperto dal 16 dicembre 1943 fino all'evacuazione del 12 luglio 1944. Le prigioniere furono impiegate presso l'ufficio ristorazione, l'ufficio abbigliamento e il parco automezzi dell'esercito, presso l'ufficio postale di Kauen e in altri luoghi;
- Kazlu Ruda[12]: dal 1944 all'estate 1944. Le donne al lavoro nella torba; anche campo maschile;
- Kedahnen: evacuato nel luglio 1944. Lavoro all'aeroporto;
- Koschedaren[12]: aperto dal dicembre 1943 fino all'evacuazione del luglio 1944. Prigionieri utilizzati per lavori nella torba e forestali;
- Kauen- Palemonas[12]: campo maschile aperto tra la fine di novembre e il dicembre 1943, evacuato il 7 luglio 1944 via nave verso la Germania;
- Prawienischken[12]: aperto dal novembre 1943 al 15 maggio 1944. Campo maschile e uno femminile, impiegati nei lavori forestali. Prima di allora, nello stesso luogo, fu un campo di lavoro forzato per ebrei;
- Schaulen[12]: conversione del ghetto di Schaulen in sottocampo dal momento in cui fu occupato dalle SS il 18 settembre 1943, fino all'evacuazione nel campo di concentramento di Stutthof il 15 luglio 1944, da lì in poi 21 luglio 1944 al campo di concentramento di Dachau, complesso del sottocampo di Kaufering. Un trasporto di donne e bambini da Kauen e dal campo satellite di Schaulen lasciò Stutthof per Auschwitz il 26 luglio 1944.

Così come gli altri sottocampi:
- Schaulen, campo d'aviazione - dal marzo 1943 parte del sottocampo di Schaulen[3];
- Akmené, campo di lavoro forzato ebraico, fabbrica di gesso[3];
- Daugeliai, campo di lavoro forzato ebraico, fabbrica di mattoni – dal 27 settembre 1943 fino alla deportazione nel campo di concentramento di Stutthof a metà luglio 1944. Circa 250 uomini del sottocampo Schaulen[3];
- Kaunas-Petrashunai[3];
- Linkaičiai - fine settembre 1943 fino alla deportazione nel campo di concentramento di Stutthof a metà luglio 1944, composto da circa 80 uomini e donne ebrei[3];
- Wilna (Vilnius), prigione della Gestapo[3];
- Wilna (Vilnius), Heereskraftfuhrpark 562 – 17 settembre 1943, da novembre sottocampo ufficiale del campo di concentramento di Kauen fino a luglio 1944, quando circa 500 prigionieri del campo di concentramento furono portati a Ponary per essere assassinati e fucilati solo circa 250 sopravvissero. Il campo era in via Subocz. Nel 1993 è stato posizionato un memoriale sul luogo del sottocampo.[3]
- Wilna (Vilnius), fabbrica di pellicce di Kailis - dal 16 settembre 1943 al 3 luglio 1944. Da 1000 a 1500 lavoratori ebrei, la maggior parte fucilati a Ponary.[3]
- Wilna (Vilnius), ospedale militare – settembre 1943 fino al massacro di Ponary o del Nono Forte nel luglio 1944. Circa 80 ebrei.[3]

## Nel dopoguerra
Dopo la guerra, l'Unione Sovietica utilizzò il Nono Forte come prigione. Dal 1948 al 1958 vi fu ospitato un impianto agricolo.

## Commemorazione

### Pietra commemorativa del Ghetto di Kauen
In memoria del ghetto di Kauen c'è una semplice lapide commemorativa a Kaunas all'ex ingresso sud. Reca l'iscrizione in inglese:

### Museo e memoriale del Nono Forte

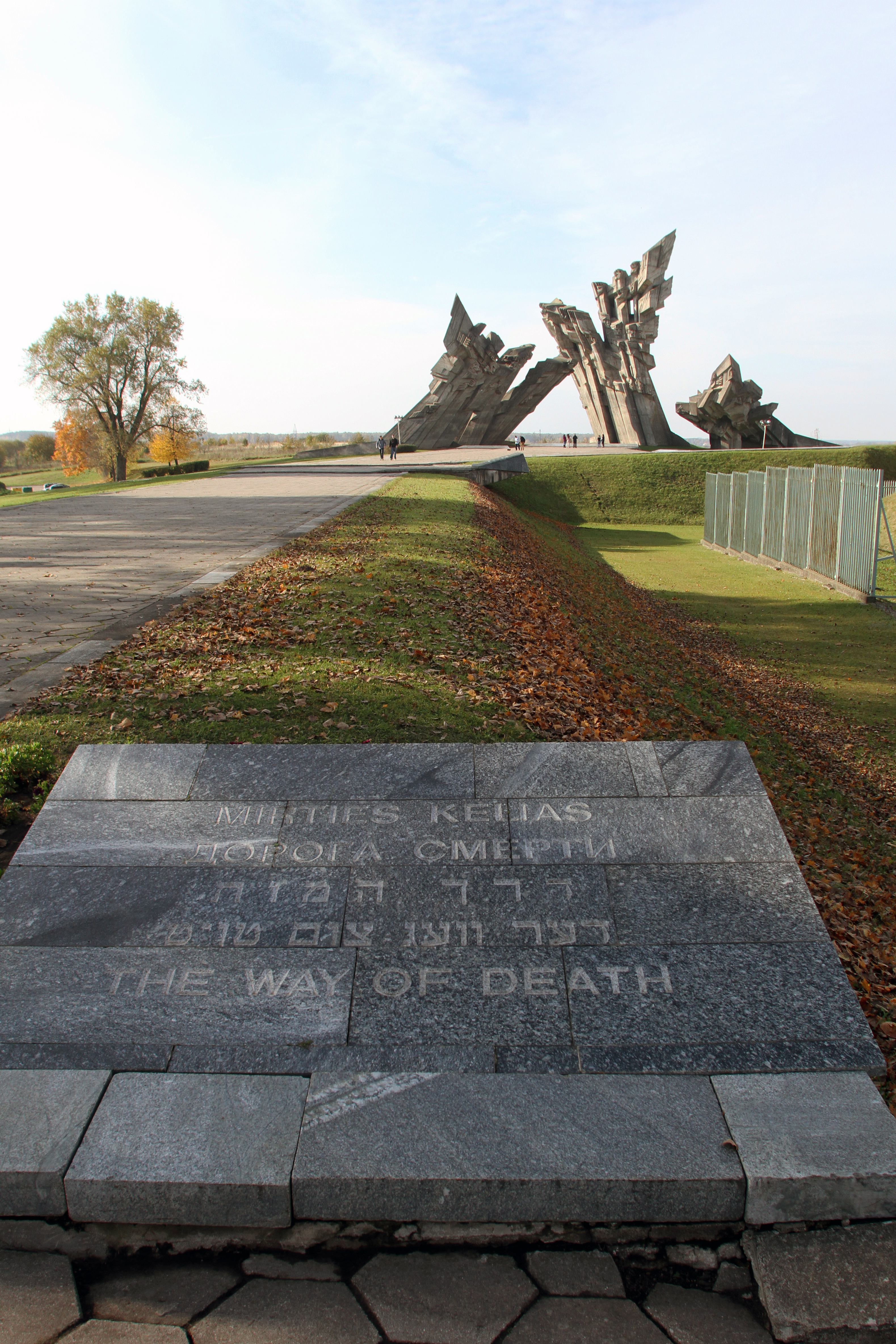
Targa commemorativa, sullo sfondo il monumento commemorativo di 32 metri di A. Ambraziūnas (foto: 2014).

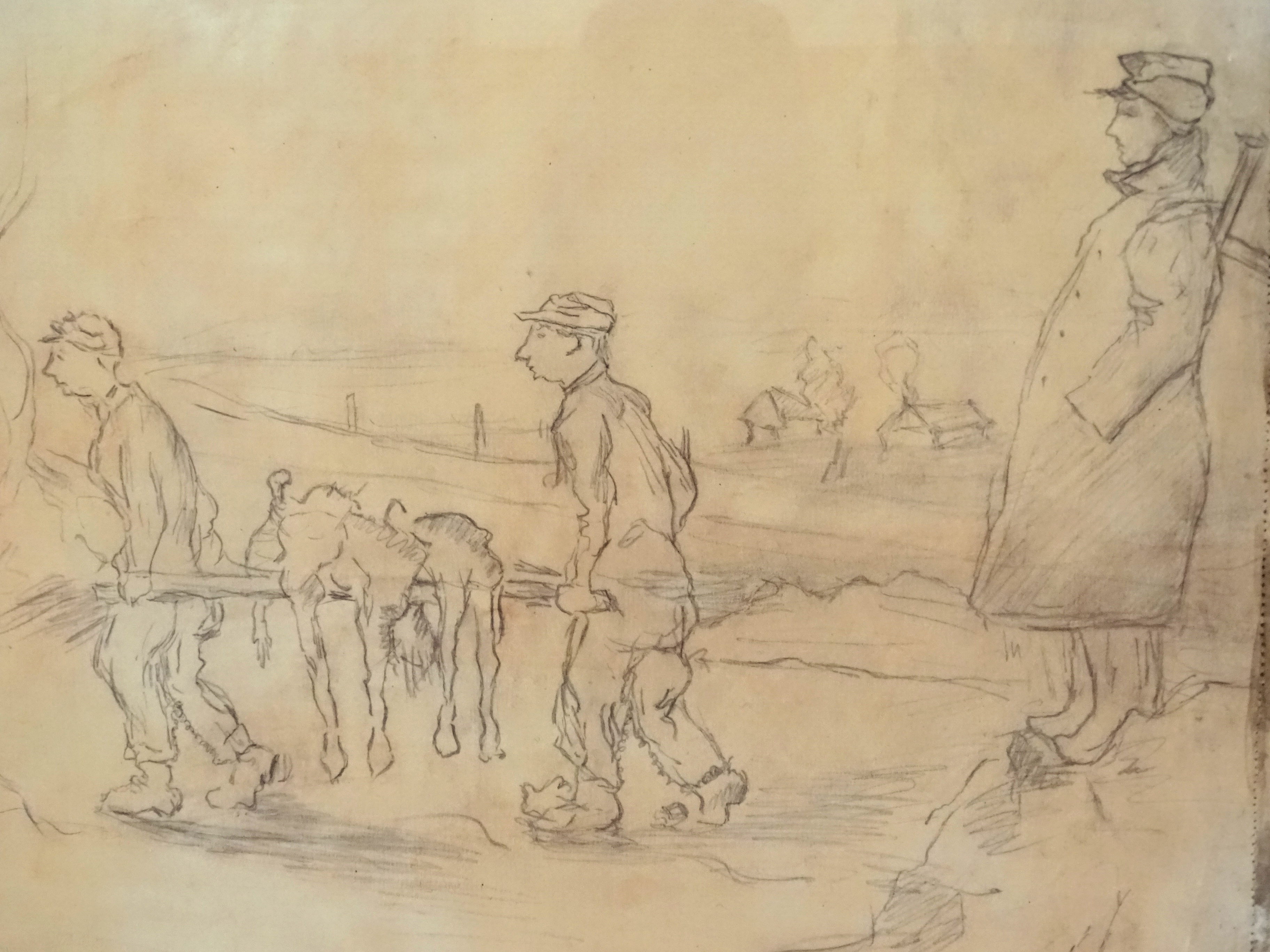
Disegnato nel 1943 nel museo del prigioniero ebreo Anatoli Garnik-Gran, che dovette dissotterrare e cremare le innumerevoli vittime dell'azione nazista nel Nono Forte nel 1005.

Dal 1958 fu allestito un museo nel Nono Forte a Kauen e aperto il 30 maggio 1959. L'esplorazione delle fosse comuni iniziò nel 1960.
È stata eretta una scultura alta 32 metri progettata dallo scultore Alfonsas Vincentas Ambraziūnas come memoriale per le vittime dell'Olocausto. Fu inaugurato come parte del complesso commemorativo del Nono Forte insieme al museo il 15 giugno 1984. Questo memoriale è diventato uno dei più grandi d'Europa.
I 5.000 ebrei deportati a Kauen nel novembre 1941 furono fucilati subito dopo il loro arrivo al Nono Forte. Davanti al memoriale ci sono le targhe delle città di Berlino e Monaco:
(Il sindaco di Berlino / La comunità ebraica di Berlino / Il memoriale della Fondazione per gli ebrei assassinati d'Europa)
(Città di Monaco)
Una targa ricorda gli ulteriori omicidi di massa nel Nono Forte in cinque lingue:
La fossa comune reca una targa in tre lingue:

### Museo dell'Olocausto della Virginia
Il Museo dell'Olocausto della Virginia di Richmond diretto da Jay M. Ipson, un sopravvissuto al campo di concentramento di Kauen, si concentra sull'Olocausto lituano.

## Vittime conosciute
- Moritz Hainebach (1872–1941), violinista tedesco, insegnante di violino e pianoforte;
- Anna Klein (1883-1941), pittrice e incisore tedesca;
- Algirdas Savickis (1917-1943), pittore lituano.